# Oncholaimus sheri
Oncholaimus sheri is een rondwormensoort uit de familie van de Oncholaimidae. De wetenschappelijke naam van de soort is voor het eerst geldig gepubliceerd in 1960 door Chitwood.